# Una donna al volante
Una donna al volante (Une femme au volant) è un film del 1933 diretto da Pierre Billon e da Kurt Gerron.

## Trama
Un giovane sportivo, erede di una fabbrica di pneumatici, vuole mettere fine alla rivalità tra la sua famiglia e quella di un'altra società, sposando la figlia della famiglia rivale.

## Produzione
Il film fu prodotto dalla Films RP.

## Distribuzione
In Francia, il film uscì nelle sale cinematografiche il 15 settembre 1933 distribuito dalla Pathé Consortium Cinéma con il titolo originale Une femme au volant.